# バングラデシュ独立戦争

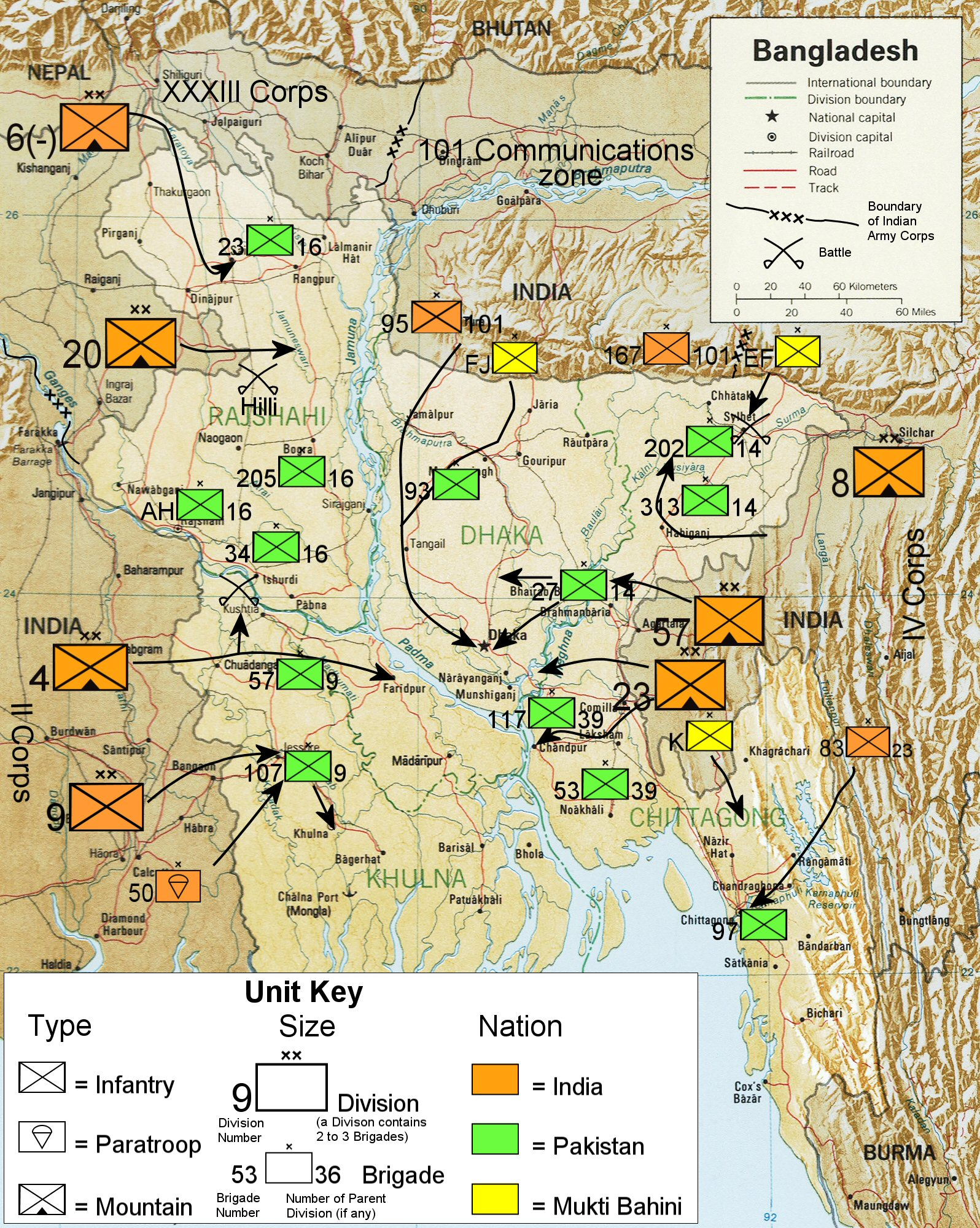
インド介入後の戦闘の推移

バングラデシュ独立戦争（バングラデシュどくりつせんそう、ベンガル語: বাংলাদেশের স্বাধীনতা যুদ্ধ, ウルドゥー語: جنگ آزادی بنگلہ دیش）は、東パキスタンの独立をめぐって1971年3月26日に勃発した戦争である。

## 前史
1952年、西パキスタン側のパキスタン中央政府による支配に対し、人口では全土の過半数を占める東パキスタン地域が、自国言語バングラ（ベンガル語）を守るため（ベンガル語国語化運動）、また、西パキスタンによる搾取から解放されるために立ち上がった。政府に対するベンガル人の反発は激しさを増し、第二次印パ戦争の講和（タシケント宣言）でインドに譲歩したことや、急激なインフレへの不満が重なり、1962年から東パキスタン各地で暴動が起こり、自治権の拡大などを求めた1966年の6点運動を経て、1969年の東パキスタン大量蜂起へと発展、パキスタンの第2代大統領として軍事政権による独裁政治を行っていたアユーブ・ハーンを失脚に追い込んだ。
また、この大量蜂起によって、アガルタラ陰謀事件の撤回と、ベンガル人の指導者であったシェイク・ムジブル・ラフマンとその同僚の無罪を勝ち取った。
1970年11月、東パキスタンはサイクロンとそれによる高潮で多数の死者を出し甚大な被害を受けるが西パキスタン側の中央政府の対応は鈍く、東パキスタンの政治家らは中央政府を激しく批判する。
1970年12月の初めての国会直接選挙となるパキスタンの国民議会選挙で、全パキスタン・アワミ連盟が東パキスタンで過半数を獲得した。しかし、同党は西パキスタンで1議席も獲得できなかったため、中央政府の指導者たちは憲法に反し、アワミ連盟に権力を譲ることを拒んだ。1971年3月7日、これに対してムジブル・ラフマンが、10万人が立ち会う元で中央政府への非協力を宣言、独立を呼びかけた。このときベンガル人の国を意味する言葉である「バングラデシュ」という語が使用される。

## 独立戦争
1971年3月、東パキスタンのベンガル人独立派に対し、中央政府は軍を空輸して武力鎮圧を開始した。ムジブル・ラフマンは逮捕され、中央政府軍による拷問・虐殺で300万人が犠牲となったともいわれる。
1千万人ともいわれる大量の東パキスタン住民が、かねてよりパキスタンと対立していた隣国のインドに難民となって逃れた。このとき、マザーテレサも救援活動を行い世界に支援を訴えた。ビートルズのジョージ・ハリスンはインド人音楽家のラヴィ・シャンカールの働きかけで大規模なチャリティーコンサートを開き5万人を集め、その他世界中でのレコード売上と寄付で1500万ドルを集め、難民支援に寄付された。大規模コンサートで人道支援を行う試みの先駆けとなった。難民の増大とパキスタン政府の弱体化を望むインド政府が同年12月3日に介入した（第三次印パ戦争）。
国力ではインドに劣るパキスタンの軍隊が劣勢となり、約2週間後の12月16日に撤退。東パキスタンは「バングラデシュ人民共和国」として独立を果たした。1972年1月、逮捕されていたムジブル・ラフマンが解放されてバングラデシュに帰国、首相となる。

## 戦後
2013年、イスラム協会の幹部であったアブドゥル・カデル・モッラ（Abdul Quader Molla）が戦争時の虐殺等の罪によって死刑が確定した。大統領は恩赦を出したがモッラは拒否し、同年12月12日、死刑が執行された。
インドのアッサム州では、2019年に不法移民の排除を目的とする国民登録簿が作成された。名簿から除外された約190万人の多くはイスラム教徒であり、バングラデシュ独立戦争時に東パキスタンから流出した難民とその子孫であった。

## 関連書籍
- Conway, M. A.; Haque, S.. Overshadowing the reminiscence bump: Memories of a struggle for independence. Journal of Adult Development. 6, (1). pp. 35-44